# Cowboy Casanova
Cowboy Casanova è il primo singolo estratto dal terzo album della cantante statunitense Carrie Underwood, Play On. Il brano è stato pubblicato il 14 settembre 2009 in tutte le radio. Il brano è stato scritto da Brett Jame e da Mike Elizondo'. Il brano è stato certificato negli Stati Uniti disco di platino per aver venduto più di 1.000.000 di copie in modo digitale.
Il brano ha raggiunto la posizione numero 1 e numero 2 della classifica country statunitense e canadese, facendo sì che Carrie abbia avuto dieci brani nella top 10 nella classifica country, superando così anche le regine del country come Faith Hill e Martina McBride. Con questo Carrie diventa l'artista femminile ad aver avuto maggior brani nella classifica country nell'ultimo decennio.

## Video
Il video è stato diretto da Theresa Wingbert ed è stato possibile visualizzarlo per la prima volta il 2 ottobre 2009 durante la première del CTM. Il video è stato girato a New Orleans e vuol far vedere che la maggior parte degli uomini pensa solo una cosa sulla donna, credendo che sia inferiore, e allora stufa di questo la cantante nel video balla con delle ballerine vestite con corsetti e giarrettiere respinge tutti i cowboy che provano a corteggiarla, facendoli così sentire meno sicuri di sé.

## Chart
| Classifica (2009)                        | Posizione massima |
| ---------------------------------------- | ----------------- |
| U.S. Billboard Hot Country Songs         | 1                 |
| U.S. Billboard Hot 100                   | 11                |
| U.S. Billboard Hot Adult Pop Songs       | 21                |
| Canadian Radio & Records Country Singles | 2                 |
| Canadian Hot 100                         | 16                |